# Больківський замок
Больківський замок (пол. Zamek w Bolkowie, нім. Bolkoburg) – замок у місті Болькув Яворського повіту Нижньосілезького воєводства в Польщі. Замок розташований на Замковому пагорбі (пол. Wzgórze Zamkowe), висота якого складає 396 метрів над рівнем моря. Зі сторони річки Ниси-Шальоної пагорб обривається крутим урвищем, а на пологому східному схилі знаходиться місто. Будівля замку займає площу 7600 м². 

## Історія

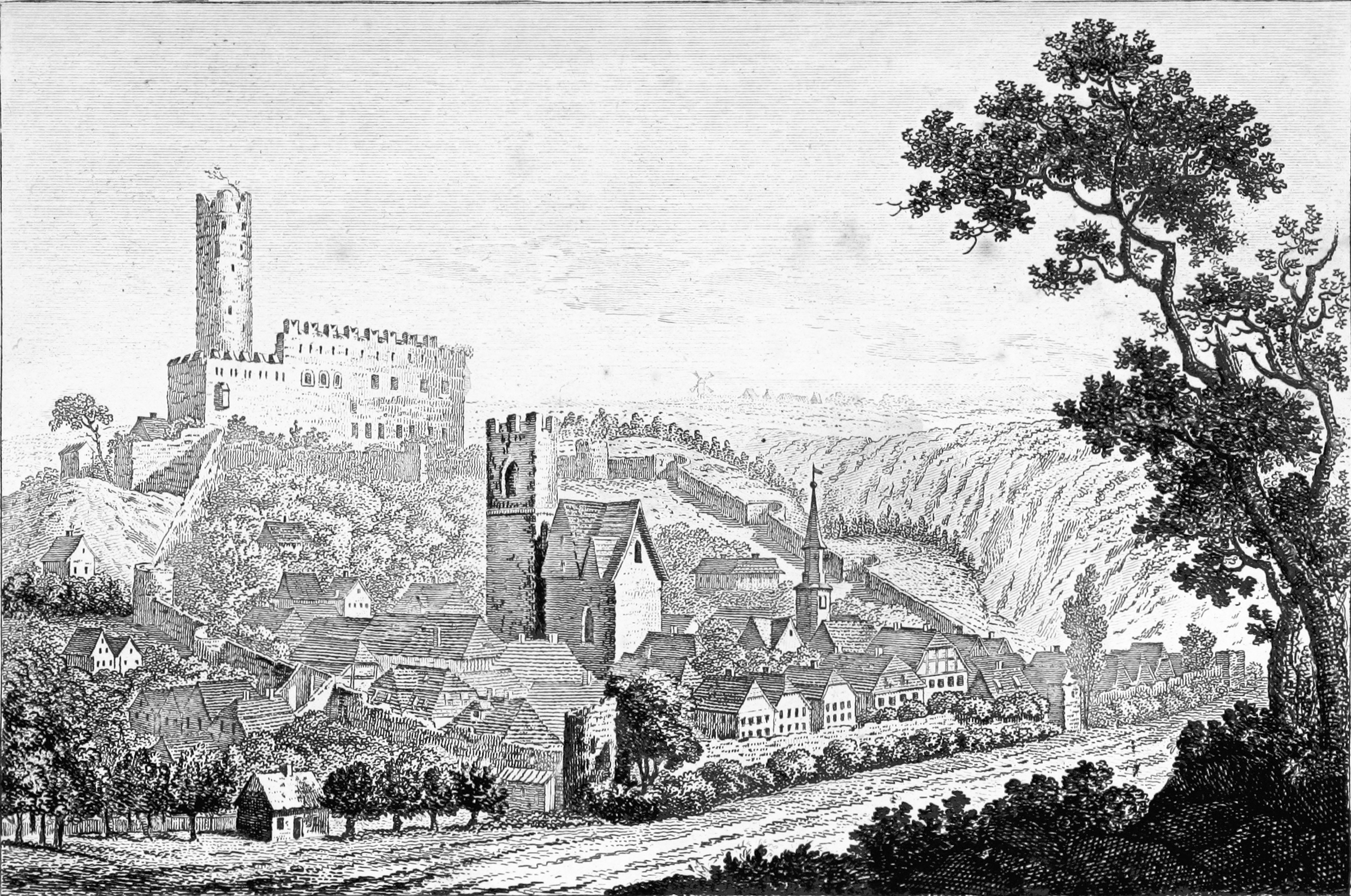
Вигляд зруйнованого замку та міських мурів у Болькові в 1815 році

Перша згадка про замок датована 1277 роком. Замок було побудовано за вказівкою легницького князя Болеслава II Лисого, а згодом розширено його сином, свидницько-яворським князем Болеславом I Суворим. Саме з ініціативи Болеслава І Суворого було розбудовано низку укріплень для контролю переходу з Чехії в Сілезію через Судети. Це сприяло збереженню незалежності Свидницько-Яворського князівства до кінця XIV століття. У середині XIV століття укріплення замку було з'єднано з оборонними стінами міста. У 1301–1368 роках, за часів правління князів Бернарда Свідницького та Болеслава II Малого (з 1353 р.) замок було розширено.  
Болеслав II був бездітним, тому він усиновив дочку свого покійного брата Генрика (1343 р.) Анну та зробив її своєю спадкоємницею. 27 травня 1353 року Анна вийшла заміж за чеського короля Карла IV. У 1392 році замок перейшов у власність чеських королів. До цього часу, замок слугував скарбницею. Під час гуситських набігів місто було зруйноване, але замок не вдалося захопити. 
У 1463 році чеський король Їржі з Подєбрад передав замок лицарю Гансу фон Чірнхаузу, який здійснював в  його околицях грабежі. Це зумовило у 1468 році  збройний похід на замок під керівництвом Гункеля II Свінки, організований міщанами Вроцлава та Свідниці. У 1491 році замок облягав чеський король Владислав II Ягеллончик. На початку XVI століття, завдяки Фердинанду I, замок перейшов у довічне володіння до вроцлавського єпископа. Єпископ, за вказівкою монарха, взявся за розбудову замку. У 1539-1540 роках замок було перебудовано під керівництвом ломбардського архітектора Якуба Парра, зокрема вибудувано, оточені мурами та бастеями, двори у південно-заходній частині замку та зі сторони міста. Ці укріплення було з'єднано з двома міськими вежами. Вежа отримала кренеляж у формі ластівчиних хвостів. Після смерті єпископа в 1543 році замок перейшов як лен до його родини. З 1570 року власником замку був Маттіас фон Логау. У 1596 році замок перейшов у володіння до родини Зедліц. У 1640 році (під час Тридцятилітньої війни) замок перебував у облозі. У 1646 році його зайняли шведські війська. 
У 1703 році, після згасання больковської гілки родини Зедліц, замок разом з містом було продано цистерціанцям з Кшешова. Відтоді замок залишається нежилим. У 1715 році цистерціанці здійснили перебудову інтер’єрів замку. Відповідно до едикту від 30 жовтня 1810 року замок перейшов у власність прусської держави (секуляризація). У цей час будівля починає занепадати. У 1813 році, після Наполеонівських воєн, в замку зупинялися російські солдати, які шукаючи легендарного золота, намагалися дістатися підземелля та викопали дірку біля підніжжя вежі. У 1885 році влада дозволила розібрати частину мурів, а отримані матеріали використати для ремонту доріг. 10 березня 1913 року бурмістр міста Болькова (Фейге) створив регіональне товариство, метою якого була активізація туристичного руху в регіоні. Однак спалах війни не дозволив здійснити план. У 1922 році в замку було відновлено так званий "Будинок жінок", у його партері було відкрито молодіжний туристичний притулок, а на поверсі – краєзнавчий музей. Після приходу до влади Гітлера замок перейшов у власність держави. Існує припущення, що в замку розміщувався дослідницький центр, який контролював навколишні фабрики. 
Після приєднання міста до Польщі у замку знову було відновлено діяльність музею. 

## Архітектура
Замок побудовано з місцевого каменю: сланцю, пісковику тощо. У наш час він має видовжену форму, яка нагадує веретено. 
Найбільш характерним елементом замку є вежа з дзьобом, збудована на скелі із зеленого сланцю. У нижній частині вежі знаходиться давнє "голодне" підземелля. В ренесансній частині замку (Будинок жінок) міститься музей.
Замок було побудовано за нерегулярним планом. Домінуючим елементом була величезна вежа (в наш час її висота разом з аттиком складає 25 метрів, діаметр – 15 метрів, товщина мурів біля землі – 4,5 метри), яка мала загострену, так звану "краплясту" форму, з дзьобом спрямованим у напрямку можливої загрози. До вежі вів підвісний міст, який мав висоту 9 метрів та сполучав її із житлово-господарським будинком. Поруч із вежею була викута в скелі цистерна на воду. Вежа, будівлі та внутрішній замковий двір по периметру оточували мури з брамою на північному заході.
Початково замок було зведено у готичному стилі (XIII століття). Він належав до замків височинного типу, що використовують в оборонних цілях перепад висот. У XIV столітті його було перебудовано та з'єднано із оборонною системою міста. У першій половині XVI століття його було вкотре розширено та перебудовано у ренесансному стилі. Саме в той час постав так званий "Будинок жінок", мури увінчано аттиком, а стіни отримали сгафітову декорацію. Водночас зведено друге, зовнішнє кільце оборонних мурів, пристосованих до використання вогнепальної зброї. Головним елементом нової оборонної системи стали бастеї. Усередині укріплень знаходилися три замкові двори: внутрішній, зовнішній (з північної сторони) та великий. В'їзд на територію замку здійснювався через велику бастею з північно-східної сторони.

## Музей
Музей в замку було створено в першій половині XX століття за ініціативи місцевого товариства з опіки над пам'ятками. 
У 1953 році в замку у Будинку жінок було відкрито філію Національного музею у Вроцлаві, у той час тут було 7888 експонатів. У 1976 році музей став відділенням Регіонального музею у Єленій-Ґурі. Після крадіжки експонатів і підпалу у 1982 році експонати із замку було перевезено до Вроцлава.
В наш час у замку розміщується Регіональний музей (філія Карконошського музею), яким опікується товариство Лицарське Братство замку Болькув.

## Замок у мистецтві
- замок показано у серіалі «Відьмак» від Netflix (у 11 епізоді).

## Фотогалерея

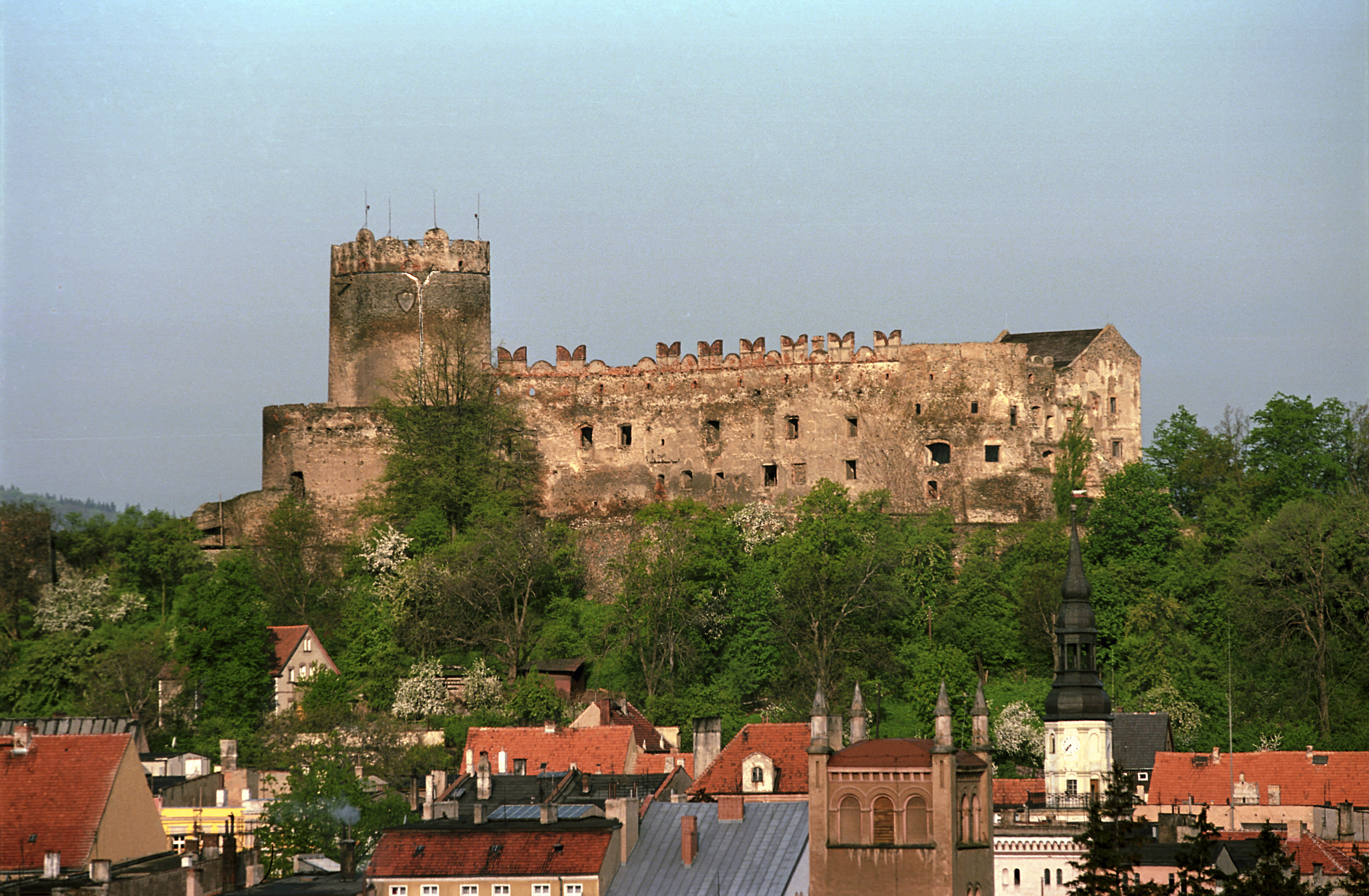
Замок вранці
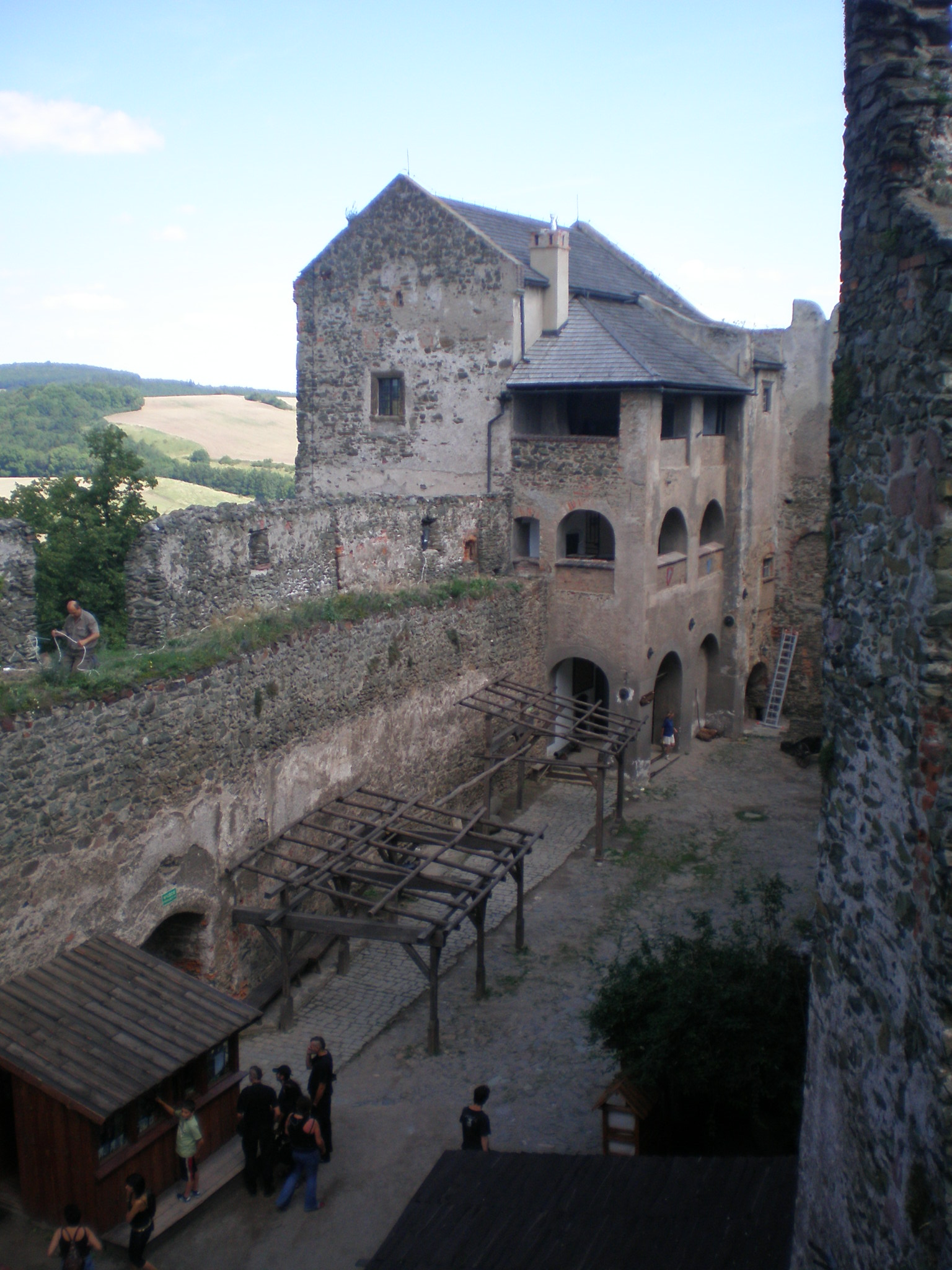
Вигляд на двір замку
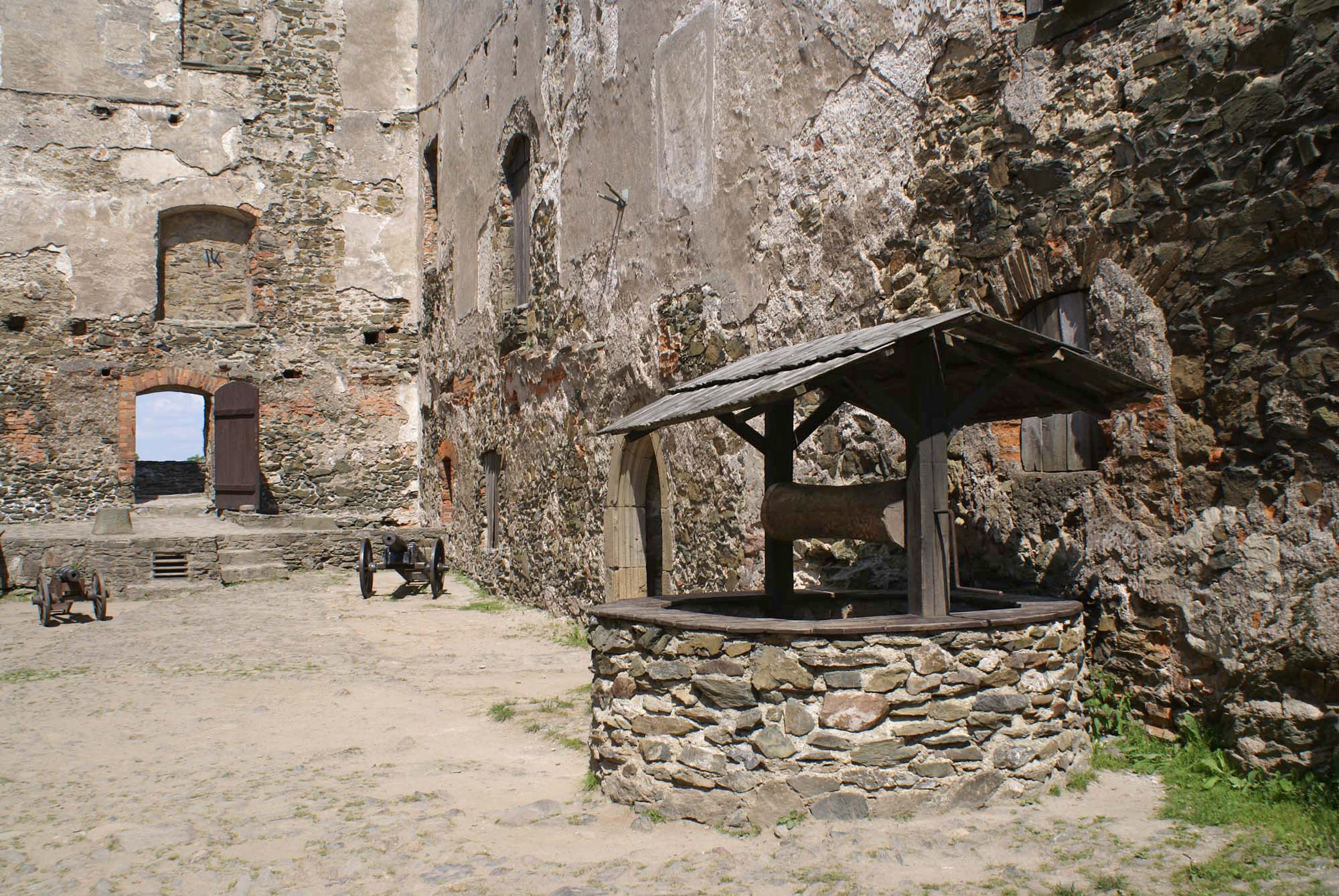
Криниця у замковому дворі
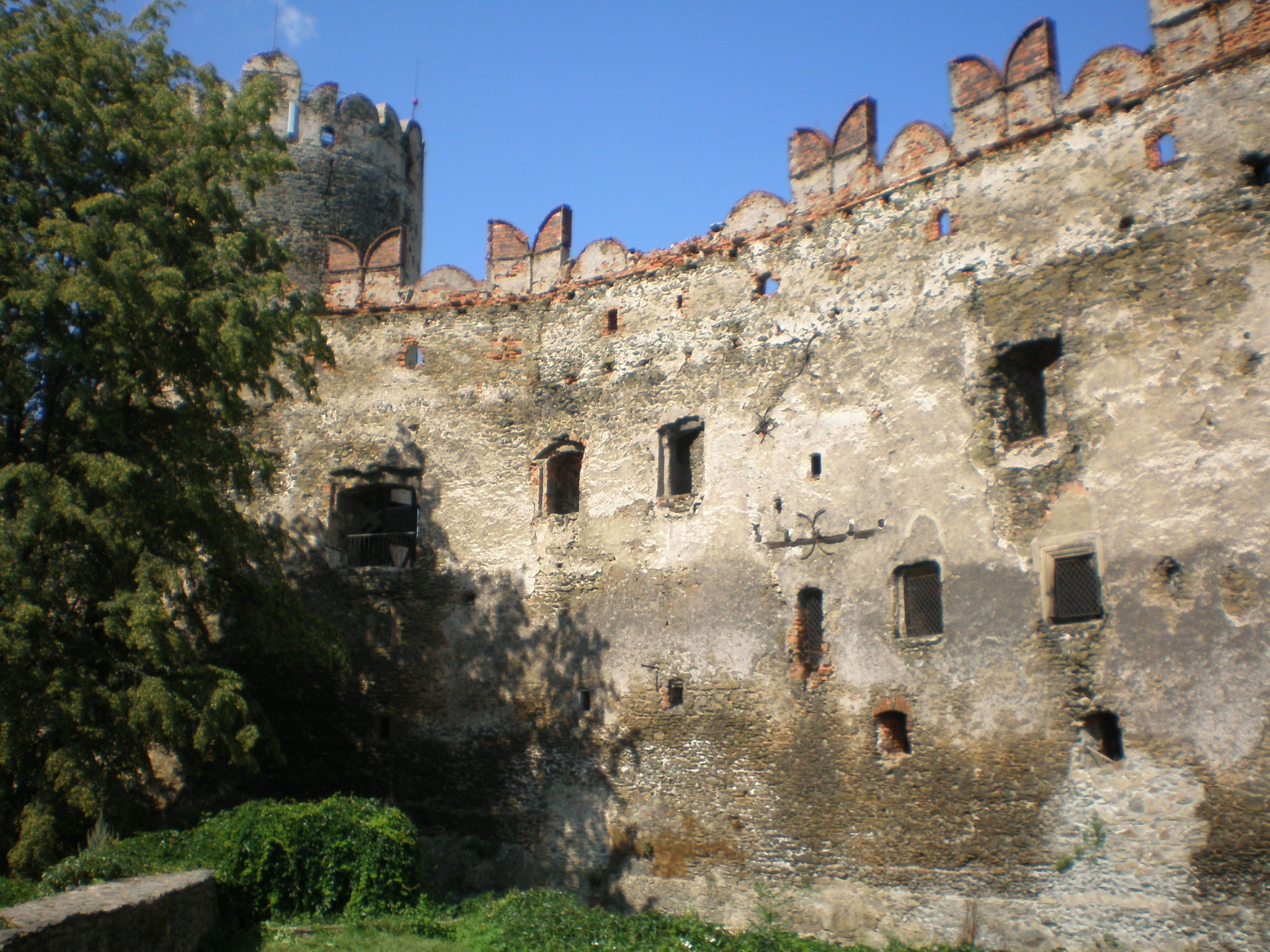
Мури замку
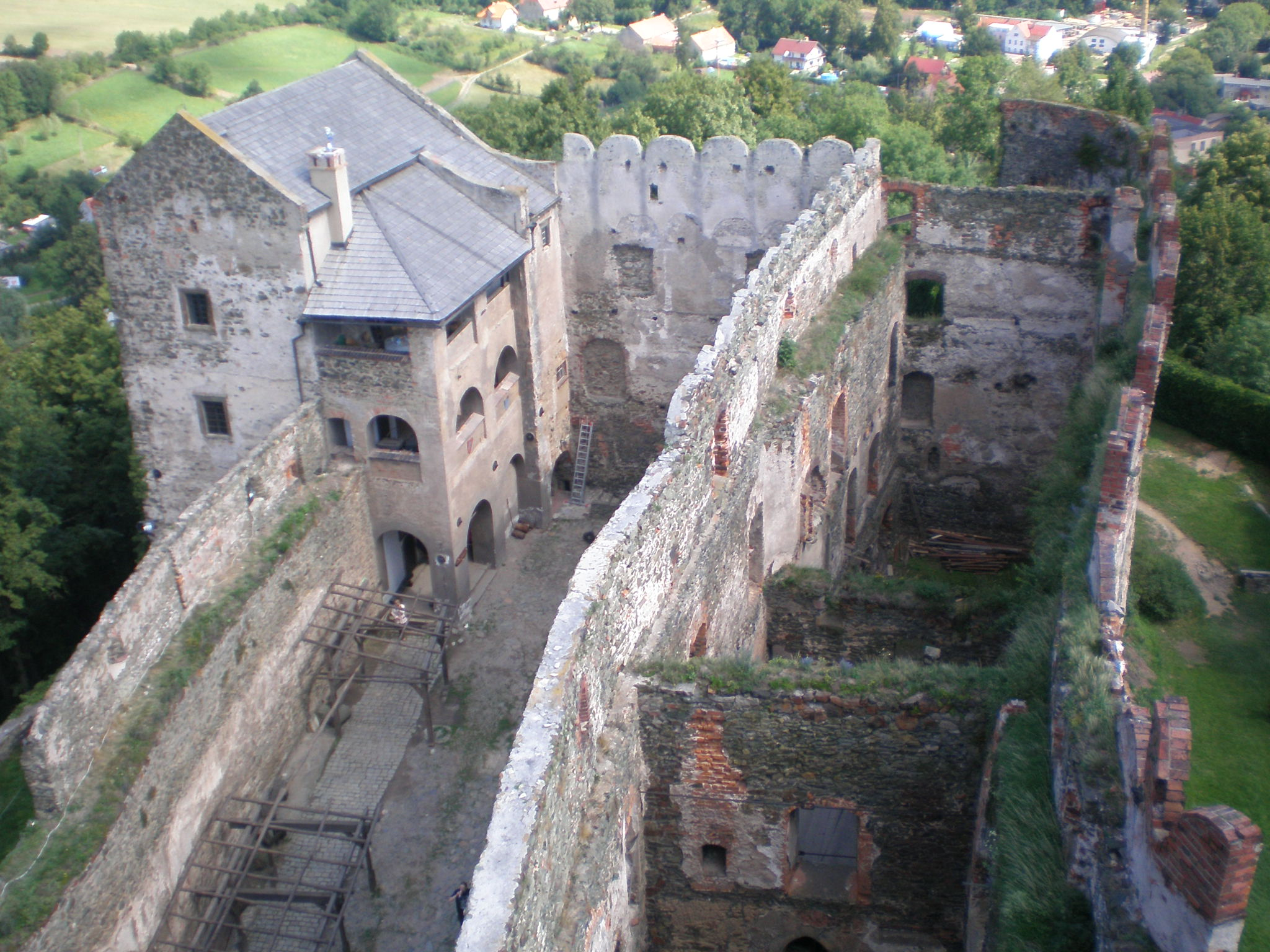
Вигляд з вежі
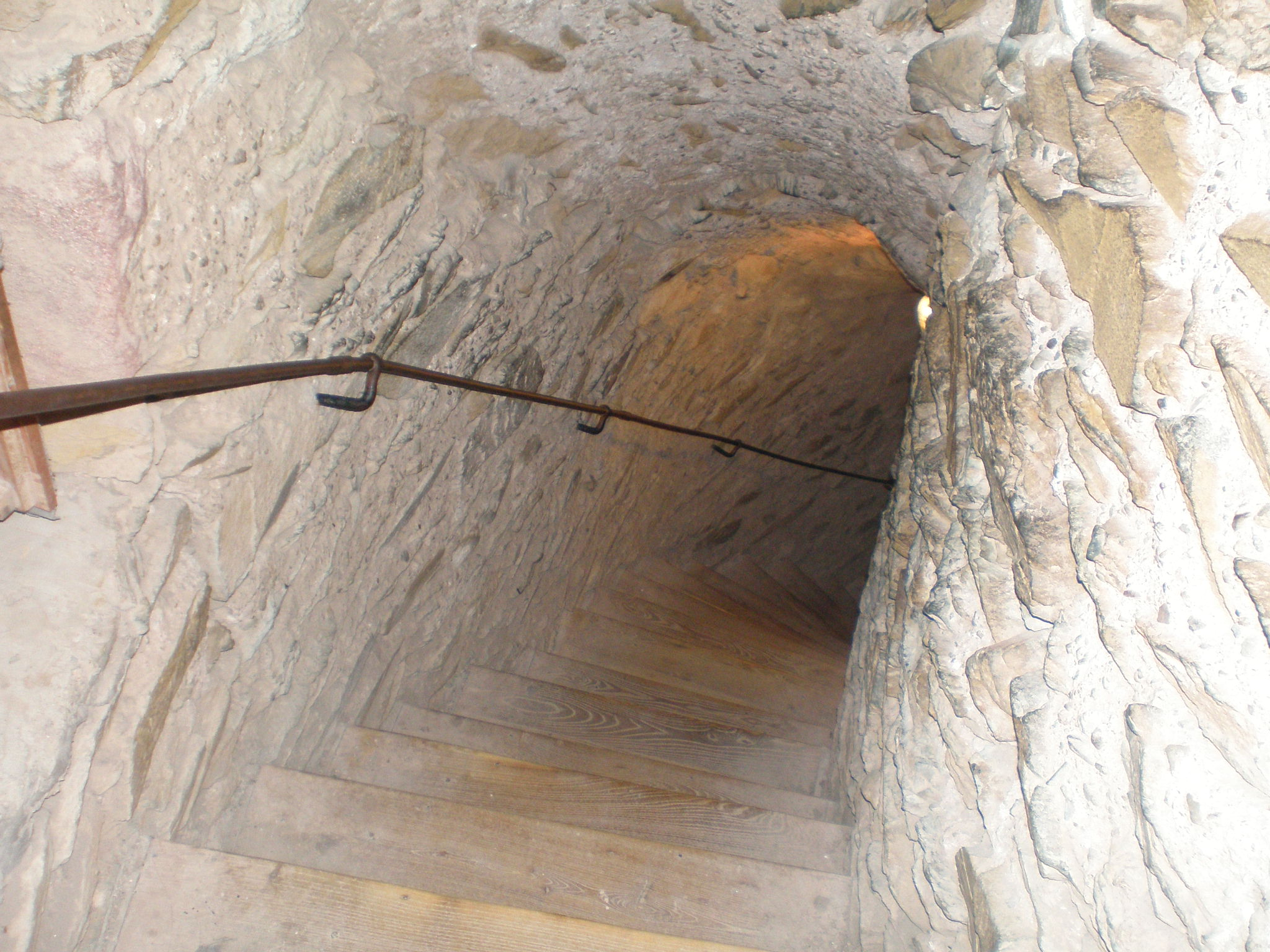
Сходи на вежу